# Agaricostilbaceae
Agaricostilbaceae är en familj av svampar. Agaricostilbaceae ingår i ordningen Agaricostilbales, klassen Agaricostilbomycetes, divisionen basidiesvampar och riket svampar.
|                   | Kondoaceae                                                                                        |
|                   |                                                                                                   |
|                   | Chionosphaeraceae                                                                                 |
|                   |                                                                                                   |
| Agaricostilbaceae | \| \| Agaricostilbum \| \| \| \| \| \| Sterigmatomyces \| \| \| \| \| \| Bensingtonia \| \| \| \| |
|                   | \| \| Agaricostilbum \| \| \| \| \| \| Sterigmatomyces \| \| \| \| \| \| Bensingtonia \| \| \| \| |
|                   | Mycogloea                                                                                         |
|                   |                                                                                                   |
|                   | Agaricostilbum                                                                                    |
|                   |                                                                                                   |
|                   | Sterigmatomyces                                                                                   |
|                   |                                                                                                   |
|                   | Bensingtonia                                                                                      |
|                   |                                                                                                   |

|  | Agaricostilbum  |
|  |                 |
|  | Sterigmatomyces |
|  |                 |
|  | Bensingtonia    |
|  |                 |